# Lamykin Dome
Der Lamykin Dome (russisch Купол Ламикина Kupol Lamikina) ist ein 525 m hoher Eisdom an der Kronprinz-Olav-Küste des ostantarktischen Enderbylands. Er ist die höchste Erhebung der Tange Promontory.
Sowjetische Wissenschaftler kartierten ihn im Jahr 1957 und benannten ihn nach dem sowjetischen Hydrographen S. M. Lamikin. Das Advisory Committee on Antarctic Names übertrug die russische Benennung im Jahr 1973 ins Englische.